# Cykelferie
Cykelferie er en ferietype, hvor man typisk cykler om formiddagen og om aftenen camperer i et medbragt telt. Cykelferier kan arrangeres på mange forskellige måder, men vil typisk forgå ved, at man dagligt skifter campingplads, idet man medbringer sin bagage på cyklen. Cykelferien er ikke en luksuriøs ferieform, men udmærker sig ved, at den kan gøres meget omkostningslav. Desuden er det en aktiv og sund ferieform, hvor man kan få set landskabet på fredeligt og tæt hold.
Under en cykelferie camperer man typisk på telt- eller campingpladser eller bare i naturen, hvis den lokale lovgivning tillader det. Shelters eller vandrerhjem benyttes også. Hoteller anvendes typisk ikke, da disse har høje omkostninger i sammenligning med ferieformen i øvrigt.
I Danmark er cykelferie udbredt, da landet er kendetegnet ved et fletværk af fredelige landeveje, cykelstier og cykelruter. Ferietyen er mest udbredt i Europa, og særligt i Nordeuropa.